# Neoanalthes pseudocontortalis
Neoanalthes pseudocontortalis là một loài bướm đêm trong họ Crambidae.